# Álora (stacja kolejowa)
Álora (hiszp: Estación de Álora) – stacja kolejowa w Álora, w prowincji Malaga, we wspólnocie autonomicznej Andaluzja, w Hiszpanii. Znajduje się na linii Kordoba-Malaga oraz linii C-2 Cercanías Málaga. 
Stacja jest oddalona od miasta i znajduje się na końcu Camino de la Estación, przy drodze MA-441.